# Phodoryctis thrypticosema
Phodoryctis thrypticosema är en fjärilsart som först beskrevs av Lajos Vári 1961.  Phodoryctis thrypticosema ingår i släktet Phodoryctis och familjen styltmalar.
Artens utbredningsområde är Zimbabwe. Inga underarter finns listade i Catalogue of Life.